# Pávlos Geroulános
Pávlos Geroulános (grec moderne : Παύλος Γερουλάνος) né en 1966 à Athènes est un homme politique grec, membre du PASOK. 
Il est ministre de la Culture et du Tourisme dans le  gouvernement Giórgos Papandréou puis le Gouvernement Papadímos, entre octobre 2009 et mai 2012.

## Biographie
Né à Athènes en 1966, Pávlos Geroulános fait des études d'histoire au Williams College puis à partir de 1994 des études d'administration publique à Harvard et d'administration des affaires au MIT.
Il travaille pour Alpha Bank et Barclays en Grande-Bretagne. Il est l'assistant de Greville Janner, député travailliste.
À son retour en Grèce, il travaille dans la pisciculture à Céphalonie (1994-1998) ; il travaille au ministère des affaires étrangères entre 1999 et 2004 puis pour Egon Zehnder International entre 2004 et 2006.
Il est ministre de la Culture et du Tourisme dans le gouvernement Giórgos Papandréou puis le Gouvernement Papadímos entre octobre 2009 et mai 2012. 
Le 17 février 2012, il présente sa démission à la suite du cambriolage de l'ancien l'ancien musée archéologique d'Olympie où plus de soixante objets ont été dérobés. Ce vol s'ajoutait au vol de trois tableaux (dont un Picasso et un Mondrian) à la pinacothèque nationale d'Athènes en janvier. Une semaine plus tard, le Premier ministre refusa de l'accepter.